# That Dragon, Cancer
That Dragon, Cancer – gra komputerowa stworzona przez Ryana i Amy Green oraz Josha Larsona, niewielki team deweloperów tworzących Numinous Games. Gra ma charakter autobiograficzny i bazuje na doświadczeniach Greenów w wychowywaniu śmiertelnie chorego na raka syna Joela, który diagnozę otrzymał w wieku 12 miesięcy i mimo krótkiego przewidywanego okresu życia przeżył jeszcze cztery lata; zmarł w marcu 2014. Gra, będąca przygodówką typu wskaż i kliknij, ma pozwolić graczowi doświadczyć złych i dobrych momentów tego okresu życia poprzez interakcję i zagłębienie się w otoczenie na sposoby niemożliwe do pokazania poprzez film. Pierwotnie gra miała opowiadać o osobistych doświadczeniach Ryana i Amy, podczas gdy stan zdrowia Joela był jeszcze niepewny, jednak po jego śmierci gra została przerobiona tak, by upamiętniała chłopca i odzwierciedlała jego interakcje z rodzicami. Poza grą przygotowywano również mający się ukazać w 2016 film Thank You for Playing, dokumentujący kilka lat życia chłopca i proces tworzenia gry.
That Dragon, Cancer pierwotnie miano wypuścić jedynie na Ouya – konsolę, której producenci pomagali w zbieraniu środków na rozwój gry. Wraz z docieraniem informacji o grze do większej liczby osób uruchomiono crowdfundingową akcję na Kickstarter, gdzie pozyskiwano środki równolegle z pozyskiwaniem ich od Ouya. Dzięki temu gra mogła ukazać się i na innych platformach, jak Microsoft Windows i macOS. Ukazała się 12 stycznia 2016, kiedy Joel obchodziłby siódme urodziny. Recenzenci chwalili ją za przedstawienie surowo autobiograficznego doświadczenia z punktu widzenia rodziców, dzięki czemu gracze mogli doświadczyć trudnych emocji i silnej wiary państwa Green.

## Tło
Pomysł na That Dragon, Cancer narodził się z doświadczeń Ryana i Amy Green po zdiagnozowanie u ich trzeciego dziecka, Joela, atypowego nowotworu teratoidnego (rabdoidnego) w okolicy października 2010, gdy chłopiec miał 12 miesięcy. Lekarze dawali chłopcu cztery miesiące życia, jednak mimo rozwinięcia się siedmiu dodatkowych guzów Joel żył jeszcze 4 lata.
Ze względu na swój stan Joel był niedorozwinięty umysłowo, nie potrafił mówić przed 2. rokiem życia i potrzebował dodatkowej opieki rodzicielskiej i nadzoru, a także częstych odwiedzin na oddziale paliatywnym i chemioterapii. Na początku 2014 stan Joela pogorszył się, a państwo Green tymczasowo przeprowadzili się do San Francisco, by spróbować leczenia syna nowym lekiem, który jednak nie przyniósł widocznych skutków. Ryan i Amy, podążając za radą pracowników hospicjum, zadecydowali o odłączeniu aparatury. Joel zmarł 13 marca 2014 w wieku 5 lat.

## Rozgrywka
That Dragon, Cancer polega na eksploracji, zarówno z TPP, jak i FPP, abstrakcyjnych scen bazujących na doświadczeniach państwa Green, od dowiadywania się o stanie zdrowia dziecka po jego śmierć. Gracz przejmuje rolę rodziców Joela w 14 niewielkich urywkach z życia, przedstawiających emocjonalne momenty, które przedstawiono w formie interaktywnej sztuki. Gracz może podejmować interakcję z bohaterami i podejmować decyzje podobne do tych, jakie przyszło podjąć państwu Green. Pierwsza scena przedstawia moment, gdy rodzice dowiadują się o diagnozie syna, zaś gracz ma za zadanie opiekować się synem i zastanawia się nad absurdem i sterylnością szpitalnego otoczenia. Gra zawiera przetworzone w wyobraźni rekonstrukcje prawdziwych scen z życia rodziny Greenów, takie jak przewóz syna w szpitalu przedstawiony jako kolorowa gra wyścigowa. Obok wymiaru interaktywnego gra zawiera również narrację ze strony Ryana, Amy jak i innych członków rodziny oraz nagrania, w tym poczty głosowej, które zostały zarejestrowane podczas czasu spędzanego z Joelem. Ukazane są również kartki, listy i inne pamiątki otrzymane od ludzi z podobnym doświadczeniem straty.

## Rozwój gry
Ryan Green wpadł na pomysł stworzenia gry, gdy Joel miał 4 lata. Wraz z żoną, również gorliwą chrześcijanką, uważali „dodatkowe” (nieprzewidziane przez lekarzy) lata życia Joela za cud. Przed That Dragon, Cancer Ryan napisał kilka innych gier, jak Giga Wife, opowiadającą o tym, jak interakcja danej osoby z małżonkiem może być negatywnie porównana do gry w stylu Tamagotchi. Pomysł na grę pojawił się w kościele, gdy Ryan dokonywał refleksji nad minionymi latami, zwłaszcza nad sytuacją, gdy próbował powstrzymać syna od płaczu, co zdawało się powodować jeszcze silniejszy płacz, który ustał dopiero po modlitwie. Przypomniało to Ryanowi grę z przewrotną mechaniką. Zadecydował się przekazać swoje doświadczenie, które uznał za łaskę, szerszej publiczności w formie interaktywnej gry. Stwierdził, że gry komputerowe dają możliwość stworzenia świata i zaproszenia gracza do życia w nim. Tytuł gry nawiązuje do historii, którą państwo Green opowiedzieli pozostałym synom – o Joelu, który jest rycerzem walczącym ze smokiem– nowotworem.
Ryan i Amy pracowali z Joshem Larsonem, deweloperem spotkanym przez Ryana w 2010 podczas pracy w Soma Games, studiu deweloperskim tworzącym chrześcijańskie gry. Nawiązali bliższą przyjaźń w 2011 podczas game jam. Amy, pisarka, napisała o Joelu książkę He's Not Dead Yet i uczestniczyła również w pisaniu scenariusza do gry. Państwo Green razem z Larsonem utworzyli studio Numinous Games celem dystrybucji gry.
Ryan rozpoczął poszukiwania funduszy. W 2013 na Game Developers Conference przedstawił wycinek gry ukazujący scenę uspokajania Joela w szpitalu, kiedy różne przedmioty dostępne dla gracza, jak książki i zabawki, nie działały, a syn uspokoił się dopiero po modlitwie ojca. Gra wzbudziła zainteresowanie zebranych na konferencji mediów. Kilku inwestorów proponowało pomoc w zebraniu funduszy, później jednak wycofali się z tego, uznając projekt za zbyt ryzykowny. Ryan nawiązał współpracę z Ouya. Wspierani przez firmę, państwo Green i Larson pozyskali fundusze na dalszy rozwój gry i zatrudnienie 3 dodatkowych deweloperów. Po śmierci Joela w marcu 2014 Ryan stał się jeszcze bardziej zmotywowany do ukończenia gry jako upamiętnienia swojego syna; kilka dni po pogrzebie powrócił do pracy. Do tamtego momentu gra skupiała się głównie na narracji ze strony Ryana i Amy. Została w około 70% napisana od nowa tak, by mocniej podkreślać relacje między Joelem a rodzicami. Pierwotnie gra miała kończyć się sceną, w której gracz ma przed sobą maszynę z wieloma dźwigniami, i dzięki możliwości poruszania nimi ma złudzenie kontroli; we wnętrzu maszyny dźwignie nie miały jednak połączenia z urządzeniem i kontrola nad sytuacją była niemożliwa. Po śmierci Joela rodzice chłopca doszli do wniosku, że ta scena nie jest już odpowiednia i zastąpili ją ostatnimi momentami z Joelem w katedrze, w otoczeniu sugerującym rozgrywanie się wydarzeń po śmierci. Ryan miał nadzieję, że gra pomoże innym poradzić sobie i otwarcie informować o stracie kochanej osoby. Zadecydowano, by twarze osób przedstawionych w grze były pozbawione jakichkolwiek cech. Ryan twierdził, że było to spowodowane zarówno ograniczeniami technicznymi (trudnością z zaprogramowaniem i ukazaniem animacji twarzy), jak i chęcią ułatwienia graczom wyobrażenia sobie samych siebie w danych sytuacjach.
W listopadzie 2014 zaczęły wyczerpywać się fundusze od Ouya. Ryan Green wraz z Ouya utworzyli projekt na Kickstarterze, by grę można było wypuścić także na Windows i macOS. Kampania miała na celu zebranie 85 000$. Powiodła się, zebrano ponad 100 000$ od około 3700 osób; niektórzy podzielili się z państwem Green własnymi zdjęciami i historiami umierających dzieci, które zawarto później w grze.
Gra ukazała się 12 stycznia 2016, w siódmą rocznicę urodzin Joela. Państwo Green zachęcali ludzi do jedzenia naleśników w dniu ukazania się gry, jako że było to ulubione jedzenie chłopca. Firma Razer, która zakupiła platformę Ouya w 2015, zadecydowała, że dochód ze sprzedaży That Dragon, Cancer na Ouya przeznaczony będzie dla fundacji charytatywnych Morgan Adams Foundationi Family House SF, które asystowały rodzinie Greenów w trakcie pobytu w San Francisco.

## Film dokumentalny
Film o rodzinie Greenów i tworzeniu gry That Dragon, Cancer został zapowiedziany w kwietniu 2014, miał nosić tytuł Thank You For Playing. Producentami są David Osit i Malika Zouhali-Worrall, niezależni od studia deweloperskiego. Film został wybrany przez Public Broadcasting Service w serii „POV Documentary” do emisji w 2016, zaś transmisja preview miała miejsce w sierpniu 2015 na PAX Expo. Rozpoczęcie dystrybucji cyfrowej zaplanowano na marzec 2016. Film dostępny jest (stan w sierpniu 2016) w odpłatnej dystrybucji cyfrowej, wyświetlany był na licznych festiwalach filmowych.
That Dragon, Cancer i Ryan Green zostali przedstawieni w filmie dokumentalnym GameLoading: Rise of The Indies z 2015.

## Odbiór
Gra That Dragon, Cancer była recenzowana pozytywnie po ukazaniu się, z wieloma pochlebnymi uwagami o przytłaczających emocjonalnych przeżyciach zmuszających gracza do doświadczenia i zrozumienia historii Joela. Sam Machkevoch z Ars Technica stwierdził, że That Dragon, Cancer jest grą bardzo szczera, autobiograficzna w sposób wolny od upiększeń i przepełniona duchową tożsamością twórców. Cassandra Khaw uważa, że sceny nie są jednakowo przejmujące, a That Dragon, Cancer czyni pożytek z gier wideo, gdyż zmusza gracza do interakcji, a nie jedynie biernego przyglądania się. Lucy O'Brien w tekście dla IGN podsumował grę jako niedoskonałą, ale niezapomnianą.
That Dragon, Cancer była nominowana do nagrody  2016 Independent Games Festival Excellence w kategorii Audio and Narrative.
Podczas pierwszej edycji Emotional Games Awards w styczniu 2016 otrzymała nagrodę w kategorii najbardziej emocjonujących gier indie.
W marcu 2016 Ryan Green, wypowiadając się w imieniu tramu deweloperskiego, zaznaczył, że gra sprzedała się jedynie w 14 tys. kopii, bazując na danych Steam Spy, a wydatki na tworzenie gry zwróciły się. Ryan zauważył, że wiele wideo typu Let's Play, osiągających ponad milion odsłon, przedstawiało jedynie przejście gry bez żadnego komentarza lub z dostarczeniem linków i informacji dotyczących gry, bez zachęty do jej kupna po tym, jak gracze zobaczyli całość na wideo. Numinous Games użyło systemu ContentID na YouTube do usunięcia ich, co poskutkowało skargami ze strony niektórych graczy. Ryan przyznał, że byłby usatysfakcjonowany, gdyby oglądający film przesłali niewielkie sumy pieniędzy do twórców zamiast kupna gry, dzięki czemu mogliby tworzyć więcej produkcji.